# Nadleśnictwo Krzeszowice

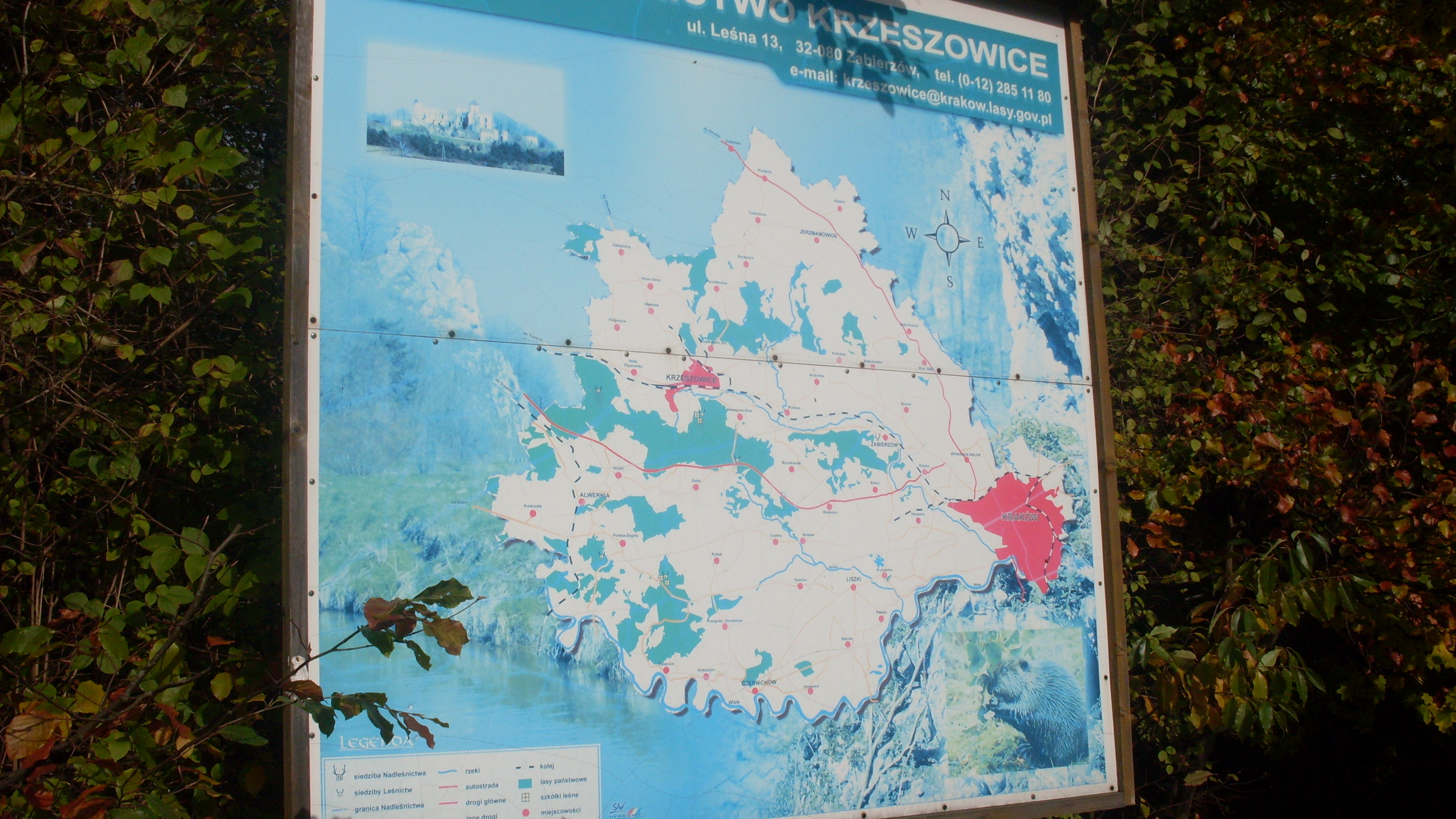
Tablica informacyjna Nadleśnictwa Krzeszowice w Puszczy Dulowskiej

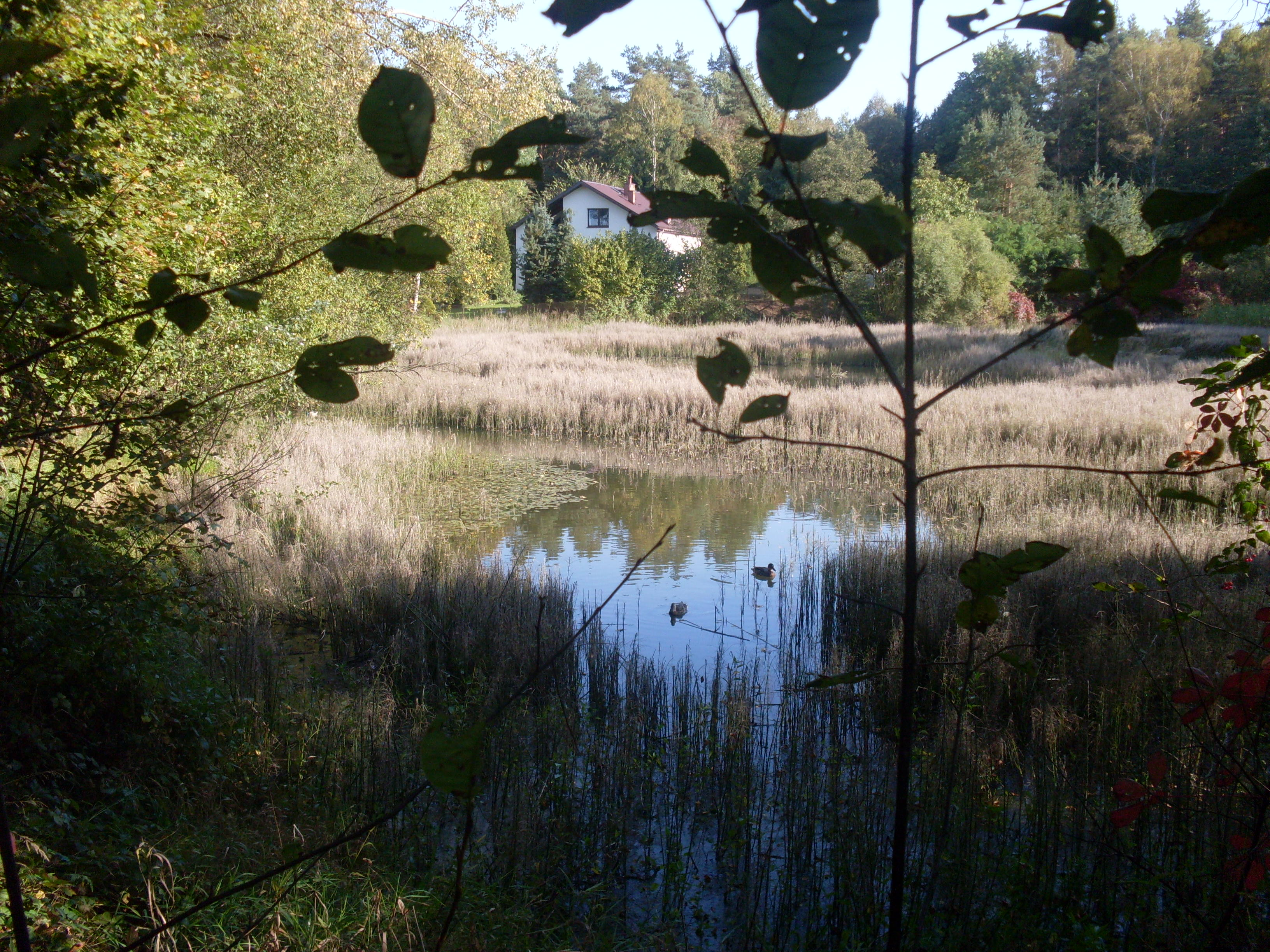
Leśniczówka i Staw Rzeczki w Tenczynku

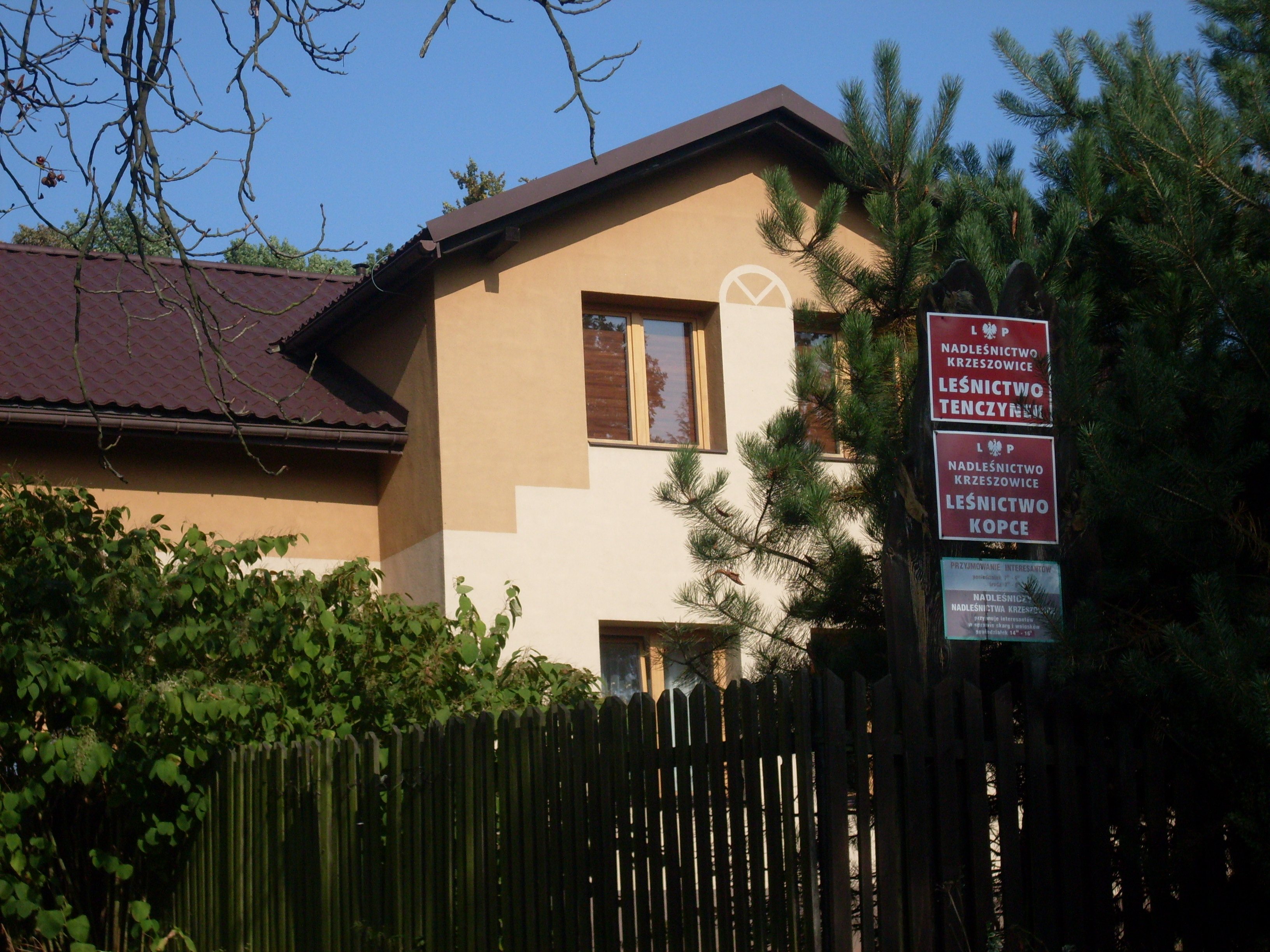
Leśniczówka Kopce we Frywałdzie

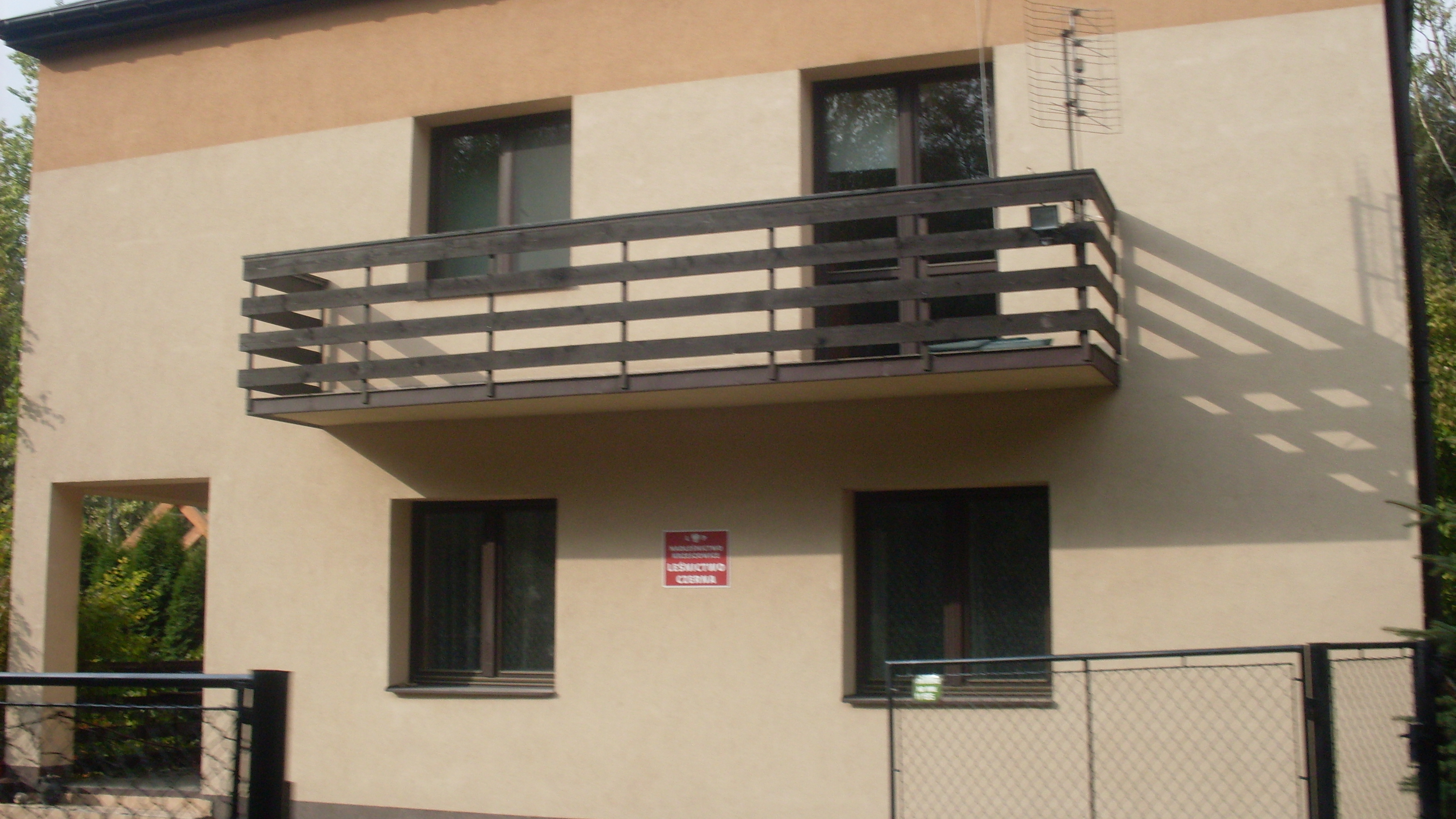
Leśniczówka Czerna (dawniej gajówka Za Białką) w Puszczy Dulowskiej

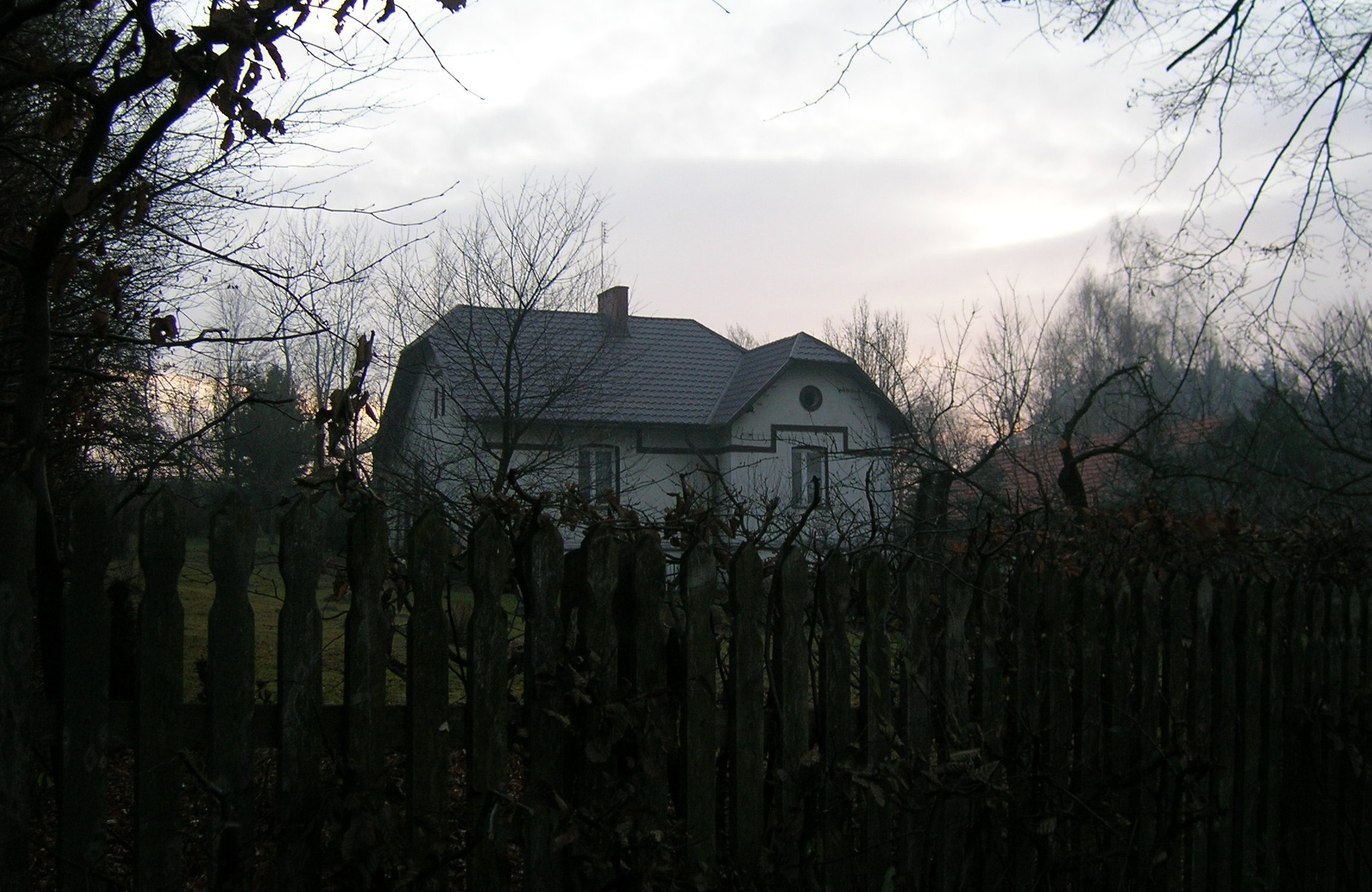
Leśniczówka w Czernej

Nadleśnictwo Krzeszowice – jednostka organizacyjna Lasów Państwowych podległa RDLP w Krakowie z siedzibą w Zabierzowie.

## Opis
Lasy Nadleśnictwa Krzeszowice położone są na terenie województwa małopolskiego, w powiecie krakowskim i chrzanowskiego, obejmujących gminy: Zabierzów, Jerzmanowice-Przeginia, Krzeszowice, Wielka Wieś, Liszki, Czernichów, Alwernia. Składa się z dwóch obrębów: Alwernia i Krzeszowice o łącznej powierzchni 9437 ha (powierzchnia leśna 9348 ha). Zasięg terytorialny wynosi 67 tysięcy ha i stanowi około 5% powierzchni całkowitej RDLP Kraków. Powierzchnia lasów niepaństwowych nadzorowanych wynosi 2141 ha. Nadzór zlecony przez Starostów powiatu Chrzanów i Kraków. Siedziba Nadleśnictwa Krzeszowice znajduje się w Zabierzowie przy ul. Leśnej 13.
Występują tu obok siebie elementy przyrody różnych obszarów, m.in. gatunki i zbiorowiska górskie i ciepłolubne, biocenozy skrajnie suchych skał i podmokłe łąki oraz bagienne lasy, siedliska skrajnie ubogie i niezwykle bogate. Teren ten ma sobie tylko właściwe elementy przyrody. Nigdzie w Polsce nie spotykamy tak bogatego krajobrazu o charakterze krasowym: pojedyncze skały, skaliste wzgórza, doliny wąwozy, jary, wywierzyska oraz jaskinie. Największa z nich Jaskinia Wierzchowska jest udostępniona do zwiedzania. Żyje tu również bardzo bogata i różnorodna ekologicznie flora i fauna charakteryzująca się posiadaniem gatunków endemicznych, reliktowych, zagęszczeniem granic zasięgowych, obfitością roślin i zwierząt rzadkich w kraju. W związku z tym aż 8% powierzchni objęte jest ochrona rezerwatową. Są to rezerwaty głównie typu leśno-krajobrazowego: Dolina Mnikowska, Dolina Racławki, Skała Kmity, Dolina Eliaszówki, Dolina Szklarki, Dolina Rudna, Wąwóz Bolechowicki.
Dominującym gatunkiem panującym jest sosna (5434,26 ha; 59,7%). Drugim pod względem udziału gatunkiem panującym jest buk (2134,17 ha; 25,7%), kolejnym jest dąb.

## Historia
Przed II wojną światową tereny leśne wchodziły w skład dużych własności prywatnych i zakonnych. W 1945r utworzono z tych lasów dwa Nadleśnictwa: Alwernia i Krzeszowice. W roku 1973 po reorganizacji weszły one jako obręby w skład Nadleśnictwa Chrzanów. Nadleśnictwo Krzeszowice powstało 1 stycznia 1976 jako wyłączone dwa obręby z Nadleśnictwa Chrzanów.

## Turystyka
- Skała Kmity – ścieżka geologiczna (7 km);
- Dolina Racławki – trzy pętle długości 18 km; problematyka: geologia, hydrogeologia
- Kajasówka – rezerwat (10 km), problematyka: geologia, rzeźba terenu, szata roślinna;
- Szlak Dawnego Górnictwa Węglowego – okolice Tenczynka i Rudna, problematyka: geologia i historia eksploatacji węgla kamiennego (19 km);
- Dolina Kobylańska – ścieżka krajobrazowa (2,8 km);
- Zimny Dół – krajobrazowo-geologiczna (1 km);
- Łączany – ścieżka ornitologiczna wzdłuż Wisły;
- Puszcza Dulowska – leśna ścieżka;
- Ścieżki przystosowane dla osób niepełnosprawnych: Dolina Mnikowska i część Doliny Racławki.

Przez tereny leśne przebiega około 300 km szlaków turystycznych pieszych, blisko 150 km tras rowerowych połączonych z siecią miejskich ścieżek rowerowych w Krakowie, Krzeszowicach i dalej w stronę Trzebini i Śląska.

## Administracja
- Obręb Leśny Alwernia:
  - Leśnictwo Alwernia – 1754 ha lasów państwowych i 314 ha lasów Niepaństwowych
  - Leśnictwo i Gospodarstwo Szkółkarskie Brodła – 1299 ha lasów państwowych i 355 ha lasów niepaństwowych

- Obręb Leśny Krzeszowice:
  - Leśnictwo Dubie – 1515 ha lasów państwowych i 691 ha lasów niepaństwowych
  - Leśnictwo Czerna, siedziba: Za Białką – 1623 ha lasów państwowych i 473 ha lasów niepaństwowych
  - Leśnictwo Tenczynek, siedziba: Kopce – 1733 ha lasów państwowych i 70 ha lasów niepaństwowych
  - Leśnictwo Kopce – 1532 ha lasów państwowych i 238 ha lasów niepaństwowych
  - Leśnictwo Zabierzów